# سبيدارة (بشت أربابا)
سبیدارة (بالفارسية: سپیداره) هي منطقة سكنية تقع في إيران في قسم بشت أربابا الريفي.